# رودولف بيستر
رودولف بيستر (بالإنجليزية: Rudolf Bester)‏ (مواليد 19 يوليو 1983 في أوتجيوارونغو) لاعب كرة قدم ناميبي دولي يجيد اللعب في خط الهجوم والوسط . يلعب لصالح نادي ماريتزبورغ يونايتد الجنوب الأفريقي .

## روابط خارجية
- رودولف بيستر على موقع الاتحاد الدولي (مؤرشف)  (الإنجليزية)
- رودولف بيستر على موقع قاعدة بيانات كرة القدم.إي يو (الإنجليزية)
- رودولف بيستر على موقع ناشيونال فوتبول تيمز (الإنجليزية)
- رودولف بيستر على موقع Soccerway.com (الإنجليزية)
- رودولف بيستر على موقع عالم كرة القدم.نت (الإنجليزية)
- رودولف بيستر على موقع كووورة